# Whitton (pays de Galles)
Pour les articles homonymes, voir Whitton.
Whitton (en anglais) ou Llanddewi yn Hwytyn (en gallois) est un village et une communauté du Powys, au pays de Galles.

## Géographie
Whitton est situé dans l'est du Powys, dans le comté historique du Radnorshire, à 6 km au sud de la ville de Knighton.
La communauté de Whitton comprend aussi les villages et hameaux de Rhos-y-meirch et Pilleth (en).

## Démographie
Au recensement de 2011, la communauté de Whitton comptait 348 habitants.